# 張祺恒
張祺恒，字壽臣。山東安邱縣（今安丘市）人，清朝政治人物。進士出身。

## 生平
道光十九年（1839年）己亥科舉人，道光三十年（1850年）考中庚戌科陸增祥榜二甲進士。授刑部廣東清吏司主事，因事被罷職歸里。咸豐十一年（1861年），捻軍進犯安丘，縣城受到破壞。兵退以後，張祺恒率眾修復城垣，興辦團練，加強防守，秋季，捻軍又至，因守禦嚴密，未能攻入。民國《續安邱新志》有傳。